# Garudinistis
Garudinistis este un gen de insecte lepidoptere din familia Arctiidae.

Cladograma conform Catalogue of Life:
| Garudinistis | \| \| Garudinistis eburneana \| \| \| \| \| \| Garudinistis variegata \| \| \| \| |
|              | \| \| Garudinistis eburneana \| \| \| \| \| \| Garudinistis variegata \| \| \| \| |
|              | Garudinistis eburneana                                                            |
|              |                                                                                   |
|              | Garudinistis variegata                                                            |
|              |                                                                                   |